# Kaschierung (Fertigungstechnik)
Unter Kaschieren versteht man das Verbinden mehrerer Lagen gleicher oder verschiedener Materialien (teilweise Folien) mit Hilfe geeigneter Kaschiermittel (Lack, Leim, Wachs). Kaschiert wird, um ein Material zu schützen und/oder zu dekorieren und/oder eine Addierung günstiger Materialeigenschaften zu erzielen, indem das Material auf oder unter eine Schicht mit den gewünschten Eigenschaften aufgetragen oder zwischen zwei Schichten eingebracht wird. Der Unterschied zum Laminieren besteht darin, dass beim Kaschieren keine durchsichtigen Schichten beteiligt sind.
Der als Zeichenkarton verwendete Kaschierkarton besteht aus einem hochwertigen Zeichenpapier, das auf einer Kartonschicht aufgebracht ist, die dem Ganzen Dicke, Festigkeit und Gewicht gibt. Auf der Unterseite befindet sich eine farbige Papierschicht, die als Schutz- und Schmutzschicht dient. Solcherart dicke Kartons werden wegen ihrer hochwertigen Oberseite auch als Passepartout-Rahmen passend zurechtgeschnitten.
Unterteilt werden kann in drei Formen:
- Nasskaschieren: Verbinden mittels nassen Klebstoffs
- Trockenkaschieren: Verbinden mittels trockenen Klebstoffs
- Thermokaschieren: Verbinden ohne Klebstoffe, mit Wärme oder Druck.

Unter Dekaschieren versteht man sinngemäß das Entfernen kaschierter Materialien, insbesondere das Ablösen von Klebefolien, oder in erweiterter Bedeutung das Entfernen einer (flächigen) Werbung, etwa  eines Plakats.